# (675) Ludmilla
(675) Ludmilla ist ein Asteroid des Hauptgürtels, der am 30. August 1908 vom US-amerikanischen Astronomen Joel H. Metcalf in Taunton entdeckt wurde.
Der Asteroid wurde nach einer Figur aus der Oper Ruslan und Ljudmila von Michail Iwanowitsch Glinka benannt.

## Quelle
1. ↑  (675) Ludmilla in der Small-Body Database des Jet Propulsion Laboratory (englisch).